# Nikola Kekić

Wappen von Nikola Kekić

Nikola Kekić oder auch Nino Kekić (* 18. Januar 1943 in Stari Grad Žumberački, Jugoslawien) ist ein kroatischer Geistlicher und emeritierter Bischof der griechisch-katholischen Diözese Križevci.

## Leben

### Kindheit und Schulausbildung
Der kroatischstämmige Nikola Kekić wurde 1943 im Dorf Stari Grad Žumberački im kroatischen Teil des Žumberak geboren. Getauft wurde Kekić in der griechisch-katholischen Kirche Peter und Paul in Mrzlo Polje.
Die Grundschulzeit verbrachte Nikola Kekić in Sošice und Ilok. Ab dem 1. September 1956 erfolgte seine vierjährige Schulbildung zunächst im griechisch-katholischen Priesterseminar zu Zagreb mit dem Besuch des dortigen klassischen Gymnasiums. Die Schulausbildung erfolgte um weitere vier Jahre im Zagreber Franziskanerorden, wo er im Jahre 1963 seine Matura erlangte.

### Studium
Ab dem 23. September 1963 bis zum 10. März 1965 leistete Kekić in Jugoslawien seinen Wehrdienst ab. Im selben Jahr beginnt Nikola Kekić mit dem theologisch-philosophischen Studium an der Katholischen Fakultät zu Zagreb. Das bischöfliche Ordinariat der Diözese Križevci erteilte ihm im Jahre 1967 die Erlaubnis seine Studien an der Päpstlichen Universität Urbaniana in Rom fortzusetzen. Während seines Studiums besuchte Kekić auch das ukrainisch griechisch-katholische Päpstliche Kollegium des Hl. Josaphat in Rom.

### Ordination
Nikola Kekić wurde am 1. November 1970 durch den griechisch-katholischen Bischof des Bistums Križevci, Gabrijel Bukatko, in der griechisch-katholischen Kirche St. Peter und Paul in Sošice zum Priester geweiht. Im Dezember 1970 wurde er mit der pastoralen Leitung der griechisch-katholischen Pfarrgemeinde St. Peter und Paul in Mrzlo Polje beauftragt. Es folgte im Dezember 1972 die Ernennung zum Leiter des „Griechisch-Katholischen Zentrums“ in Karlovac. Seine pastoralen Tätigkeiten setzte Kekić in der Zeit einstweilig in den griechisch-katholischen Pfarreien „Verkündigung des Herrn“ in Pribić und „Mariä Himmelfahrt“ in Pećno fort.

### Weiteres Studium
Ab 1977 weilte Nikola Kekić erneut in Rom. Er besucht das Päpstliche Kroatische Kollegium vom Heiligen Hieronymus zu Rom und setzte sein Studium im Bereich Kirchengeschichte am Päpstlichen Orientalischen Institut fort und beendete dieses mit dem Erhalt des akademischen Grades eines Magisters.

### Rückkehr
Nach der Rückkehr aus Rom wurde Kekić erneut Leiter des „Griechisch-Katholischen Zentrums“ in Karlovac. Ab dem November 1984 erfolgte die Ernennung zum Vizerektor des griechisch-katholischen Priesterseminars in Zagreb, ebenda übernahm Kekić am 1. Juli 1990 dieses als Rektor. Ab dem 1. Dezember 1984 wurde er durch das Dekret des Bistums Križevci leitender Pfarrer in der griechisch-katholischen Pfarrei Kyrill und Method, gleichfalls in Zagreb. Nikola Kekić war seit dem 1. Dezember 1988 leitender Dekan des Dekanats der Diözese Križevci.
Ab dem 8. Dezember 2003 übernahm Kekić für den Bischof von Križevci Slavomir Miklovš die Aufgaben eines Konsultators, gleichzeitig war er Mitglied im Presbyter- und Liturgierat der Diözese Križevci. Seit Jahren ist Nikola Kekić mit den Aufgaben eines Kirchenarchivars im Bistum Križevci beauftragt gewesen. Seit September 1998 leitete Nikola Kekić im katholischen Hörfunk bei „Radio Maria“ die Sendung „Aus dem Erbe der Griechisch-Katholischen Christen“, zudem war er Organisator aller Radio- und Fernsehübertragungen griechisch-katholischer Gottesdienste in Kroatien. 1999 wurde Kekić leitender Redakteur und Herausgeber der griechisch-katholischen Kirchenzeitung „Žumberački Krijes“. Nikola Kekić spricht neben seiner Muttersprache Kroatisch, Italienisch, Ukrainisch und Deutsch.
Papst Benedikt XVI. ernannte Nikola Kekić am 25. Mai 2009 zum Bischof von Križevci. Die Bischofsweihe fand am 4. Juli 2009 in der Griechisch-Katholischen Kathedrale der Heiligsten Dreieinigkeit in Križevci statt. Als Hauptkonsekrator fungierte der emeritierte Bischof von Križevci Slavomir Miklovš. Mitkonsekratoren waren der Apostolische Nuntius in Kroatien, Mario Roberto Cassari, und Josip Kardinal Bozanić.
Am 18. März 2019 nahm Papst Franziskus das von Nikola Kekić aus Altersgründen vorgebrachte Rücktrittsgesuch an.